# 4081 Tippett
4081 Tippett је астероид главног астероидног појаса са средњом удаљеношћу од Сунца која износи 2,378 астрономских јединица (АЈ).
Апсолутна магнитуда астероида је 12,8.